# 何塞·奥斯卡·埃雷拉

何塞·奥斯卡·埃雷拉·克罗米纳斯（José Oscar Herrera Corominas，1965年06月17日—），出生于塔拉，烏拉圭职业足球运动员，司職後衛。
他出身於佩那罗尔，效力5年後轉投西班牙球會費拉戈斯，1年後轉投意大利球會卡利亞里，曾替球會上陣超過一百場賽事，後改到阿特蘭大結束他的歐洲之行，到墨西哥聯賽效力，最後返回南美洲。
他是烏拉圭國腳，替國家隊上陣56次，其中贏得1995年南美國家盃。

## 榮譽
| 球季 | 球隊     | 榮譽       |
| ---- | -------- | ---------- |
| 1985 | 佩那罗尔 | 烏拉圭聯賽 |
| 1986 | 佩那罗尔 | 烏拉圭聯賽 |
| 1987 | 佩那罗尔 | 南美自由盃 |
| 1995 | 烏拉圭   | 南美國家盃 |

## 連結
- profile（页面存档备份，存于） at National Football Teams
- （西班牙文） profile at Tenfield